# فرزند خلف
فرزند خلف (انگلیسی: Chip Off the Old Block) یک فیلم کمدی رمانتیک به کارگردانی چارلز لمانت است که در سال ۱۹۴۴ منتشر شد.

## خلاصه داستان
پسر یک ملوانِ سخت‌گیر دل به دختری می‌بندد که خانواده‌اش در کارِ هنرهای نمایشی هستند. در انتها این دو خانواده می‌پذیرند که باید با تفاوت‌های فرهنگی‌شان کنار بیایند و بگذارند این دو عاشق و معشوق به یکدیگر برسند.